# Ménil-Jean
Ménil-Jean település Franciaországban, Orne megyében. Lakosainak száma 118 fő (2018. január 1.). Ménil-Jean Batilly, La Courbe, La Fresnaye-au-Sauvage, Giel-Courteilles és Lougé-sur-Maire községekkel határos.

## Népesség
A település népességének változása:
| Lakosok száma | 140  | 116  | 100  | 87   | 79   | 112  | 127  | 117  | 119  | 118  |
|               | 1962 | 1968 | 1975 | 1982 | 1990 | 2008 | 2013 | 2015 | 2017 | 2018 |